# Coleophora brevipalpella
Coleophora brevipalpella é uma espécie de mariposa do gênero Coleophora pertencente à família Coleophoridae.